# 马吉星
马吉星（1925年—2008年），男，直隶（今河北）行唐人，中国剧作家，曾任湖北省戏剧家协会副主席。代表作有电影剧本《林海雪原》。